# King Kong Five
King Kong Five is een nummer van de Franse formatie Mano Negra uit 1990. Het is de eerste single van hun tweede studioalbum Puta's Fever.
In het nummer worden hiphop, funk en rock met elkaar gecombineerd. Hoewel het nummer flopte in thuisland Frankrijk, kende het in het Nederlandse taalgebied wel succes. In de Nederlandse Top 40 werd de 6e positie gehaald, en in de Vlaamse Radio 2 Top 30 de 11e. Buiten Nederland en Vlaanderen werd het nummer geen hit.